# Enawenê-nawê
Gli Enawenê-nawê sono un gruppo etnico del Brasile che ha una popolazione stimata in circa 566 individui (2010).

## Lingua
Parlano la lingua Enawenê-nawê, lingua che appartiene alla famiglia linguistica Aruak.

## Insediamenti
Vivono in un unico grande villaggio vicino al fiume Iquê, un affluente del Juruena, nel nord ovest dello stato brasiliano di Mato Grosso. Sono correlati al gruppo dei Parecís.

## Storia
Fin dal 1962 i missionari gesuiti avevano ricevuto segnalazioni da raccoglitori di lattice che operavano nella regione dell'esistenza dei popoli indigeni. Sembravano pacifici in quanto non attaccavano i lavoratori, ma evitavano i contatti probabilmente per timore che i "bianchi" potessero giungere fino alle loro abitazioni. Durante un volo di ricognizione da parte della Missione Anchieta, nel 1973, fu identificato un villaggio sulle rive del fiume Juruena. Scambiati per Nambikwara prima e per Rikbaktsa poi, i missionari dovettero ricredersi quando, accompagnati proprio da alcuni membri Rikbaktsa, si accorsero che questo nuovo gruppo non capiva una sola parola della loro lingua. Inizialmente si imbatterono in un gruppo di sole donne e bambini che fuggirono subito nella foresta, poi in un membro anziano nei confronti del quale i missionari e i Rikbaktsa si mostrarono subito pacifici appoggiando machete e asce per terra davanti a lui. In seguito presero atto del fatto che si trattava di una popolazione appartenente alla famiglia Arawak, fatto dimostrato dallo stile delle malocas (capanne) e dall'accento della lingua.
Fino all'inizio degli anni ottanta gli Enawene Nawe erano conosciuti come i "Salumã". Solo nel 1983, dopo vari studi, i missionari gesuiti alla fine scoprirono che il nome che utilizzavano per auto-identificarsi era Enawene Nawe.
Al tempo dei primi contatti ufficiali la popolazione Enawene Nawe fu stimata in circa 130 persone. Nel 1996, a seguito di un nuovo censimento, si prese atto che la popolazione Enawenê-nawê era raddoppiata in soli 22 anni (260 persone), ma il numero di individui era in costante crescita sin dal 1974. Negli anni duemila la cultura Enawenê-nawê è considerata in pericolo a causa dell'inquinamento dei fiumi da cui ottengono la loro fonte di cibo. Diverse dighe sono in costruzione sul fiume principale Juruena e ciò ha ucciso molti pesci.